# 卡潘車站
卡潘車站位於亞美尼亞南部城市卡潘，為一停止使用的鐵路車站大樓。
車站啟用於1932年。在1990年代亞美尼亞-阿塞拜疆衝突期間，經過納希切萬和贊格蘭的卡潘-埃里溫客運列車經常遭到阿塞拜疆人的襲擊。1991年9月，阿塞拜疆人攔截了卡潘至葉里溫的客運列車，劫持了14人作為人質，並將他們關押了35天。當時就作出了停止客運列車營運的決定，並於1992年停止了貨運列車的營運。
車站建築已開始修復與活化工作，預計將由TUMO創意技術中心進駐使用。